# Nobby Wins the Cup
Nobby Wins the Cup è un cortometraggio muto del 1914 diretto da W.P. Kellino.

## Trama
Nobby si allena per fare il pugile ma perde il match.

## Produzione
Il film fu prodotto dalla EcKo.

## Distribuzione
Distribuito dall'Universal Pictures, il film - un cortometraggio di 153,92 metri - uscì nelle sale cinematografiche britanniche nel febbraio 1914.